# Takahiro Sekine
Takahiro Sekine (jap. 関根 貴大 Sekine Takahiro; ur. 19 kwietnia 1995) – japoński piłkarz występujący na pozycji pomocnika. Obecnie występuje w Urawa Red Diamonds.

## Kariera klubowa
Od 2014 roku występował w klubie Urawa Red Diamonds.